# 인터루킨 9
인터루킨 9(Interleukin 9, IL-9)은 인터루킨 그룹에 속하는 다발성 사이토카인(세포 신호 전달 분자)이다. 인터루킨 9는 비만 세포, 자연 살해 T 세포, 보조 T 세포, Th17 세포, 조절 T 세포, ILC2 세포와 같은 다양한 세포에 의해 상이한 양으로 생성된다. 이들 중에서 보조 T 세포는 인터루킨 9를 생산하는 주요 CD4+ T 세포로 간주된다.

## 기능
인터루킨 9는 다양한 조혈 세포의 조절제로서 작용하는 CD4+ T 세포에 의해 분비되는 사이토카인이다. 이 사이토카인은 세포 증식을 자극하고 세포 자살을 예방한다. 그것은 인터루킨 9 수용체(IL9R)를 통해 기능하며, 이는 상이한 신호 변환기 및 활성화제(STAT) 단백질, 즉 STAT1, STAT3, STAT5를 활성화하고 이 사이토카인을 다양한 생물학적 과정에 연결시킨다. 이 사이토카인을 암호화하는 유전자는 천식의 후보 유전자로 확인되었다. 천식에 걸린 쥐에서 유전자 연구는 이러한 사이토카인의 발병에 결정적인 요소임을 입증하였다.
인터루킨 9는 쥐에서 흑색종 성장을 억제하는 것으로 나타났다.
또한 혈액암 및 인간에서의 호지킨 림프종의 증식을 야기하지만 인터루킨 9는 종양, 예를 들어 흑색종에서 항종양 특성을 갖는다.

## 발견
인터루킨 9는 1980년대 후반에 면역계에서 다발성 기능을 갖는 사이토카인의 구성원으로 설명되었다. 인터루킨 9는 많은 생물학적 기능이 할당되어 있어도 아직 이해되지 않은 사이토카인으로 남아있었다. 이를 먼저 정제하고 T 세포 및 비만 세포 성장 인자로 특성화하고 분자량 또는 비만 세포 성장-증가 활성(MEA)에 기초하여 P40으로 지칭하였다. P40의 복제 및 완전한 아미노산 서열 분석은 그것이 다른 T 세포의 성장 인자와 구조적으로 상이하다는 것을 개시하였다. 따라서 골수 세포와 림프구 세포에 대한 생물학적 영향에 따라 인터루킨 9로 명명되었다.

## 유전자 위치
인간 인터루킨 9 유전자는 5q31-32 밴드에서 인간 5번 염색체에 위치하는데,이 영역은 후천성 염색체 5q 결실 증후군이 있는 다수의 환자에서 발견되지 않는 영역이다.

## 단백질 구조
인간 인터루킨 9 단백질 서열은 18개 아미노산의 전형적인 시그널 펩타이드를 갖는 144개의 잔기를 함유한다. 성숙한 폴리펩타이드 및 4개의 N 결합 당화 부위에는 9개의 시스테인이 존재한다. 최근까지 인터루킨 9는 인터루킨 7과 관련된 진화적인 것으로 생각되었다. 그러나 우리는 인터루킨 9가 3차 및 아미노산 서열 수준 모두에서 인터루킨 7보다 인터루킨 2와 인터루킨 15에 더 가깝다는 것을 알고 있다.

## 생산
인터루킨 33은 T 세포에서 인터루킨 9 발현 및 분비를 유도하며, 이는 인간 시험관 내 실험을 사용하여 쥐에서 얻은 결과에 의해 확인되었다. 다른 보고서는 전환성장인자 베타가 인터루킨 9의 유도에 필수적인 요소임을 확인할 수 있다. 전환성장인자 베타가 인터루킨 9의 생산에 중요 할 수 있음을 나타내는 처음으로 확인되었다(Lars Blom, Britta C. Poulsen, Bettina M. Jensen, Anker Hansen 및 Lars K. Poulsen은 2011년 7월 6일 온라인 저널을 발간함). 전환성장인자 베타가 없는 인터루킨 33 배양에서 인터루킨 9의 분비가 눈에 띄게 증가하여 인터루킨 33의 중요한 역할을 암시하기 때문에 인터루킨 9 유도에 대한 명확한 요구 사항은 아니다.

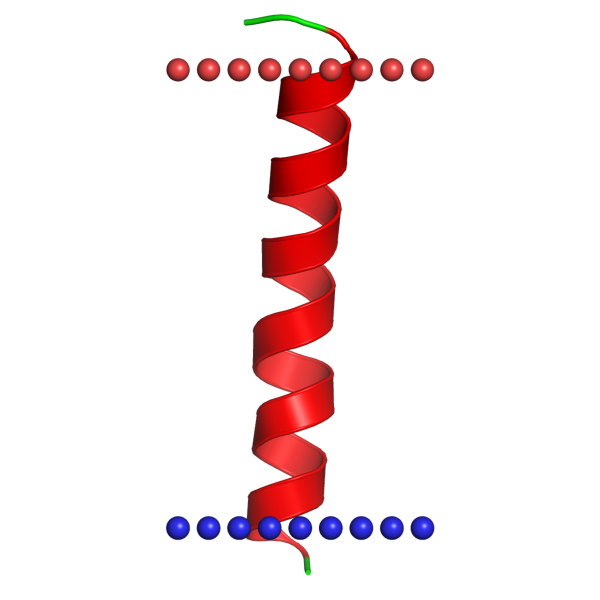
인터루킨 9 수용체

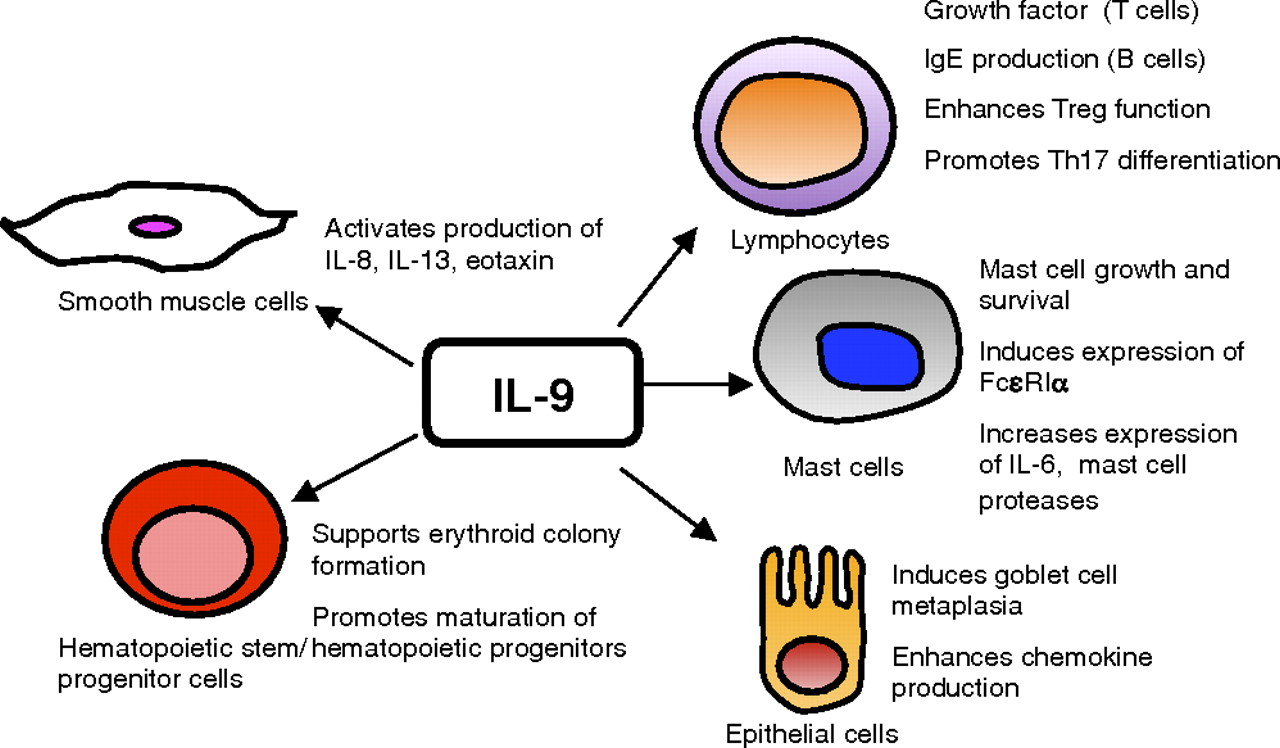
인터루킨 9는 면역 및 염증의 발달에 영향을 미치는 여러 세포 유형에 대해 다른 직접적 및 간접적 영향을 미친다.

## 인터루킨 9의 발현
노던 블랏 분석 및 현장 혼성화에 의한 대형 세포 역형성 림프종(LCAL) 및 호지킨 림프종과 같은 상이한 유형의 종양에서의 인터루킨 9 발현의 분석은 인터루킨 9가 자가 분비 성장 인자로서 관여하지 않음을 보여주었다. 대부분의 림프종의 발병 기전이지만 HD 및 LCAL 자가 분비 성장에 일부가있을 수 있다. 
인터루킨 9는 쥐에서 수행된 분석에 의해 T 세포 및 비만 세포에서 BCL3 발현을 유발하는 최초의 생리적 자극인 것으로 밝혀졌다.